# 阪神高速6號大和川線
阪神高速6號大和川線（日语：／ Hanshin kōsoku 6 gō Yamatogawa sen */?）是日本阪神高速道路的東西向路線，沿大和川南岸而行，並連接大阪府堺市堺區的4號灣岸線、15号堺線以及大阪府松原市的14號松原線，計畫擔任大阪都市再生環狀道路的一端。原先目標在2016年（平成28年）度末全線通車，但是因為常磐東出入口附近的隧道開挖工程的地下水對策難產，这一目标被大幅延迟，最終於2020年（令和2年）3月29日全線通車。

## 交流道
- 全線都位於日本大阪府內。

| 交流道 編號                                                 | 中文設施名稱   | 日文設施名稱 | 英文設施名稱   | 接續路線名稱                      | 起點 里程 （公里） | 備註                                     | 所在地 | 所在地 |
| ----------------------------------------------------------- | -------------- | ------------ | -------------- | --------------------------------- | ------------------ | ---------------------------------------- | ------ | ------ |
| 6-01                                                        | 三寶出入口/JCT |              |                | 阪神高速4號灣岸線                 | 0.0                | 神戶、南港／泉佐野 方向                  | 堺市   | 堺區   |
| 6-02                                                        | 鐵炮出入口     |              |                | 國道26號                          | 1.4                | 三寶方向出入口                           | 堺市   | 堺區   |
| 6-03                                                        | 鐵炮出入口     | 2.1          | 松原方向出入口 | 國道26號                          |                    |                                          | 堺市   | 堺區   |
| 6-04                                                        | 常磐出入口     |              |                | 大阪府道28號大阪高石線            | 5.2                | 三寶方向出入口                           | 堺市   | 北區   |
| 6-05                                                        | 常磐出入口     | 6.3          | 松原方向出入口 | 大阪府道28號大阪高石線            |                    |                                          | 堺市   | 北區   |
| 6-06                                                        | 天美出入口     |              |                | 大阪府道26號大阪狹山線            | 7.8                | 三寶方向出入口                           | 松原市 | 松原市 |
| -                                                           | 三宅西TB       |              |                | -                                 | 9.1                | 只限西行方向                             | 松原市 | 松原市 |
| 6-07                                                        | 三宅西出入口   |              |                | 大阪府道179號住吉八尾線           | 9.1                | 松原方向出入口                           | 松原市 | 松原市 |
| -                                                           | 三宅JCT        |              |                | 阪神高速14號松原線（松原JCT方向） | 9.7                | 大堀出入口／西名阪道、近畿道、阪和道方向 | 松原市 | 松原市 |
| 阪神高速14號松原線 松原JCT方向、E25 西名阪自動車道 天理方向 |                |              |                |                                   |                    |                                          |        |        |

## 建設狀況
- 建設途中擱置設施

大和川第一系統交流道
- 計畫途中廢止設施

遠里小野出入口曾计划在堺市遠里小野町1丁目附近与大阪府道30号大阪和泉泉南線连接，但该计划于2007年8月8日被取消了。
大和川第二系統交流道原计划与阪神高速道路大阪泉北線相连，但当大阪泉北線在2005年被废止时，大和川第二系統交流道也被废止。

## 路线资料
该路线的法定名称是“大阪府高速公路大和川线”。 道路结构令中的道路标准是主线段为第二種第一级，出入口为A级。 堺市堺区築港八幡町到同一区的松屋大和川通三丁目之间的路段（延伸0.6公里）设计速度为60公里/小时，堺市堺区松屋大和川通三丁目到松原市三宅中八丁目之间的路段（延伸8.5公里）设计速度为80公里/小时。

## 歷史
- 2013年（平成25年）3月21日 : 三宅西出入口 - 三宅系統交流道間通車。同時連接阪神高速14號松原線[7]。
- 2013年（平成25年）12月15日 : 4號灣岸線三寶出入口（泉佐野、關西機場方向的入口除外）新建成，再度開放[8]。
- 2015年（平成27年）3月29日 : 4號灣岸線三寶入口（泉佐野、關西機場方向）新建成[9]。
- 2017年（平成29年）1月28日 : 三宝出入口/系統交流道 - 鐵砲出入口間通車。自此時與阪神高速4號灣岸線連接[10]。
- 2020年（令和2年）3月29日 : 随着鉄砲出入口 - 三宅西出入口間的開通，全線正式通車[3]。。

## 車道與速限
| 区間                    | 車道 上下線=上行線+下行線 | 速限   |
| ----------------------- | ------------------------- | ------ |
| 三寶系統交流道 - 鐵砲   | 4=2+2                     | 60km/h |
| 三宅西 - 三宅系統交流道 | 2=1+1                     | 40km/h |

### 交通量
24小時交通量（台）　交通流量統計
| 區間                          | 平成27（2015）年度 |
| ----------------------------- | ------------------ |
| 三寶系統交流道 - 鐵砲出入口   | 調査當時尚未通車   |
| 三宅西出入口 - 三宅系統交流道 | 2,552              |

（來源：「平成27年度全国道路・街路交通情勢調査 （页面存档备份，存于）」（自國土交通省網頁摘取資料作成）
- 由于新冠疫情，原定于2020年进行的交通流量调查被延期了[11]。

## 地理

### 連接高速公路
- 阪神高速4號灣岸線（於三寶系統交流道/出入口連接）
- 阪神高速15號堺線（於大和川第一系統交流道連接：計畫中 ）
- 阪神高速14號松原線（於三宅系統交流道連接）

## 外部連結
- 阪神高速道路株式会社
- 大和川線（阪神高速道路株式会社）